# Herrlisheim
Ne pas confondre avec Herrlisheim-près-Colmar, commune du Haut-Rhin
Herrlisheim est une commune française située dans la circonscription administrative du Bas-Rhin et, depuis le 1er janvier 2021, dans le territoire de la Collectivité européenne d'Alsace, en région Grand Est.
Cette commune se trouve dans la région historique et culturelle d'Alsace.

## Géographie

### Localisation
Herrlisheim est située à 18 kilomètres au nord-est de Strasbourg, à 12 kilomètres au sud-est de Haguenau et à 45 kilomètres au sud-ouest de Karlsruhe ( Allemagne).
Herrlisheim a été récompensée de trois fleurs au concours des villes et villages fleuris.

### Géologie et relief
Hydrogéologie et climatologie : Système d’information pour la gestion de l’Aquifère rhénan, par le BRGM :
Territoire communal : Occupation du sol (Corinne Land Cover); Cours d'eau (BD Carthage),
Géologie : Carte géologique; Coupes géologiques et techniques,
 Hydrogéologie : Masses d'eau souterraine; BD Lisa; Cartes piézométriques.

### Sismicité
Commune située dans une zone 3 de sismicité modérée

### Communes limitrophes
| Rohrwiller 3,0km  |                 | Drusenheim 3,4km |
| Bischwiller 7,1km | Herrlisheim     |                  |
| Weyersheim 7,8km  | Gambsheim 2,7km | Offendorf 0,5km  |

### Hydrographie

#### Réseau hydrographique
La commune est dans le bassin versant du Rhin au sein du bassin Rhin-Meuse. Elle est drainée par la Moder, la Zorn, le ruisseau le Landgraben, le ruisseau l'Auegraben et le ruisseau le Kleinbach,.
La Moder, d'une longueur de 82 km, prend sa source dans la commune de Zittersheim et se jette  dans le Rhin en rive gauche à Beinheim, après avoir traversé 29 communes. Les caractéristiques hydrologiques de la Moder sont données par la station hydrologique située sur la commune de Drusenheim. Le débit moyen mensuel est de 9,4 m3/s. Le débit moyen journalier maximum est de 83,6 m3/s, atteint lors de la crue du 10 décembre 2010. Le débit instantané maximal est quant à lui de 90,8 m3/s, atteint le même jour.
La Zorn, d'une longueur totale de 96,7 km, prend sa source dans la commune de Walscheid et se jette  dans le canal de la Marne au Rhin à Rohrwiller, après avoir traversé 34 communes. 
Le Landgraben, d'une longueur de 41 km, prend sa source dans la commune de Berstett et se jette  dans la Moder à Dalhunden, après avoir traversé onze communes. 

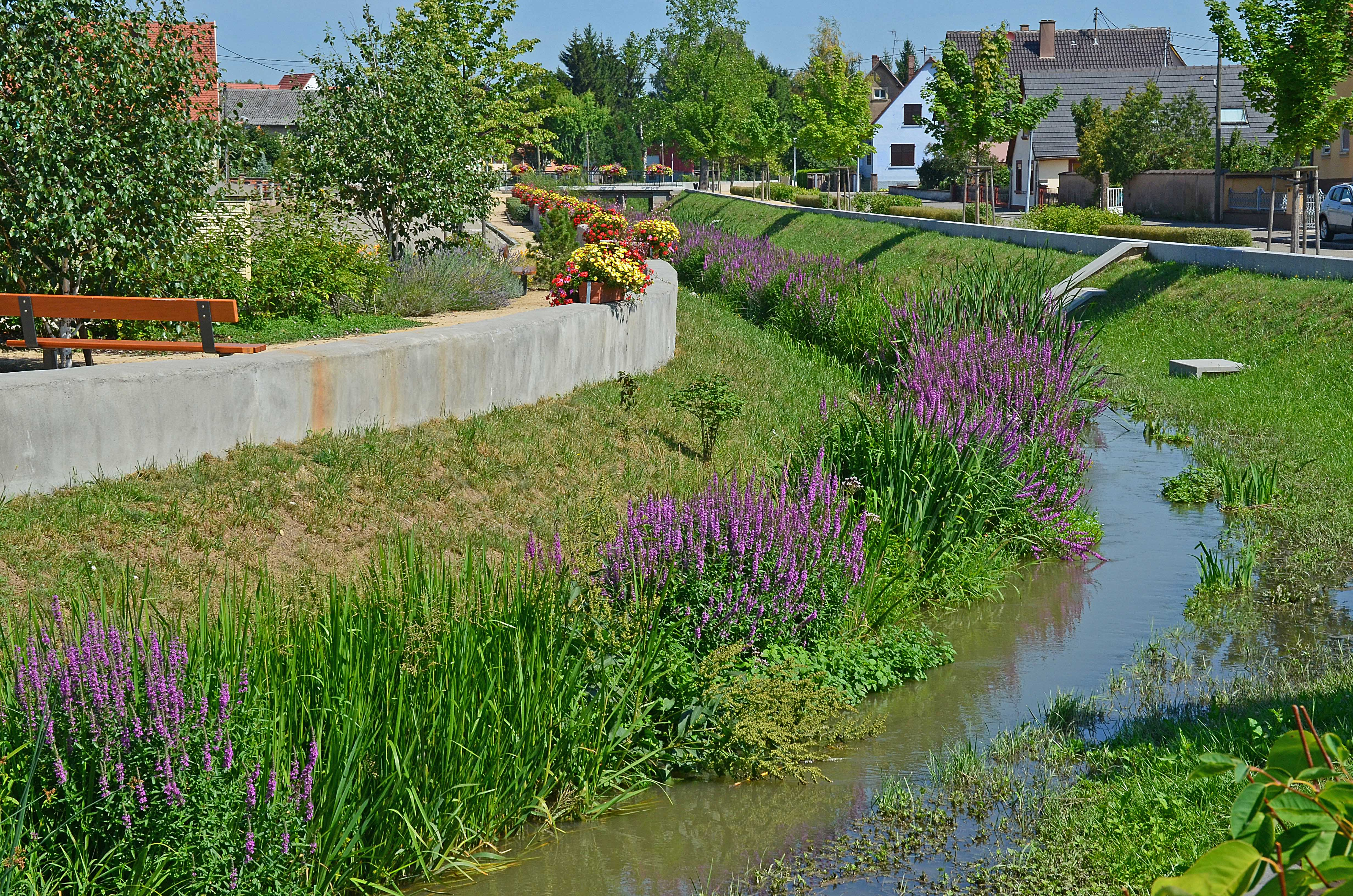
Aménagement du Kleinbach
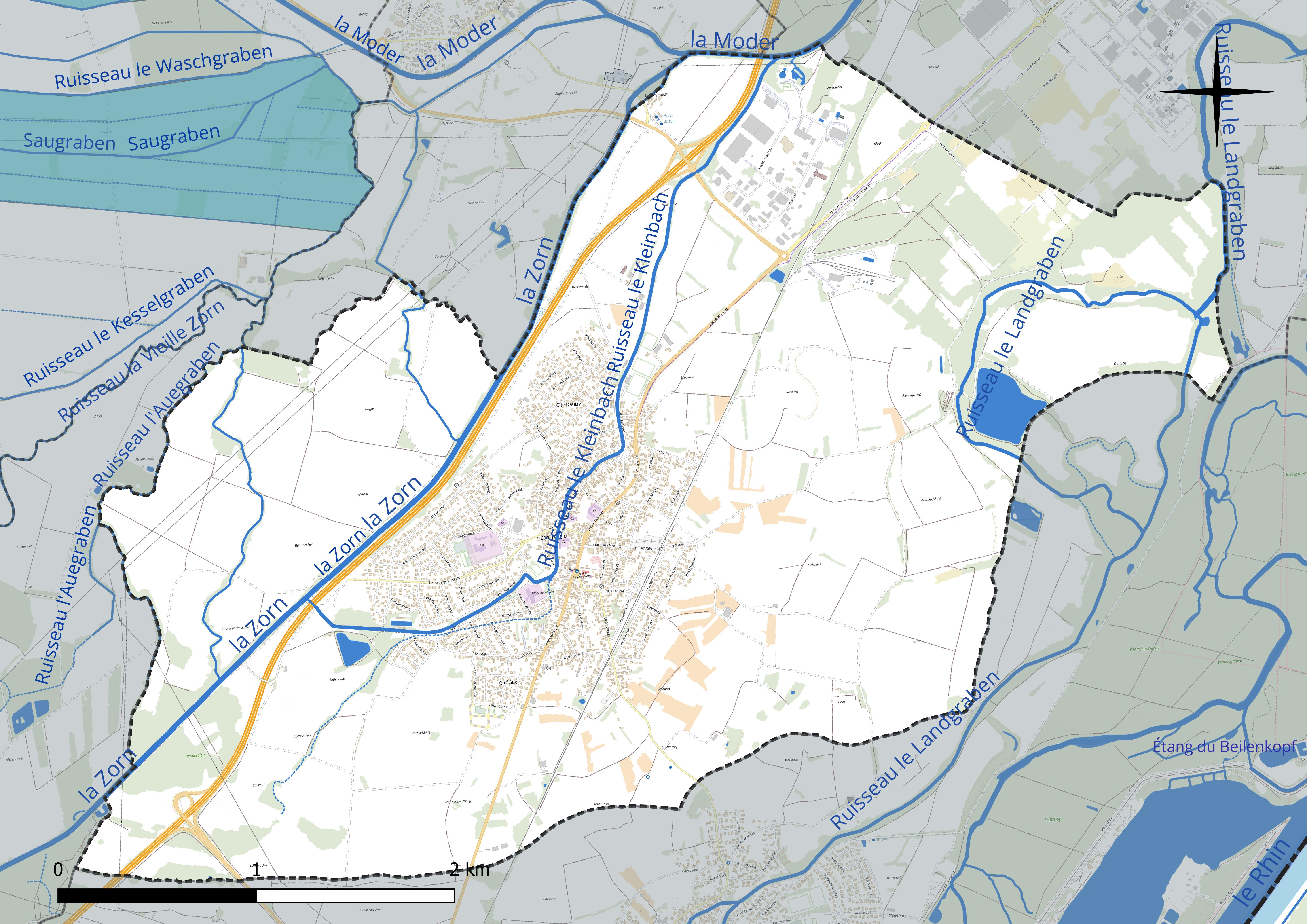
Réseau hydrographique de Herrlisheim.

#### Gestion et qualité des eaux
Le territoire communal est couvert par le schéma d'aménagement et de gestion des eaux (SAGE) « Ill Nappe Rhin ». Ce document de planification concerne la nappe phréatique rhénane, les cours d'eau de la plaine d'Alsace et du piémont oriental du Sundgau, les canaux situés entre l'Ill et le Rhin et les zones humides de la plaine d'Alsace. Le périmètre s’étend sur 3 596 km2. Il a été approuvé le 17 janvier 2005. La structure porteuse de l'élaboration et de la mise en œuvre est la région Grand Est. 
La qualité des cours d’eau peut être consultée sur un site dédié géré par les agences de l’eau et l’Agence française pour la biodiversité. 

### Climat
Pour des articles plus généraux, voir Climat du Grand Est et Climat du Bas-Rhin.
En 2010, le climat de la commune est de type climat des marges montargnardes, selon une étude du Centre national de la recherche scientifique s'appuyant sur une série de données couvrant la période 1971-2000. En 2020, Météo-France publie une typologie des climats de la France métropolitaine dans laquelle la commune est exposée à un climat semi-continental et est dans la région climatique  Alsace, caractérisée par une pluviométrie faible, particulièrement en automne et en hiver, un été chaud et bien ensoleillé, une humidité de l’air basse au printemps et en été, des vents faibles et des brouillards fréquents en automne (25 à 30 jours).
Pour la période 1971-2000, la température annuelle moyenne est de 10,7 °C, avec une amplitude thermique annuelle de 17,9 °C. Le cumul annuel moyen de précipitations est de 757 mm, avec 9,3 jours de précipitations en janvier et 10,1 jours en juillet. Pour la période 1991-2020, la température moyenne annuelle observée sur la station météorologique de Météo-France la plus proche, « Waltenheim-sur-zorn », sur la commune de Waltenheim-sur-Zorn à 20 km à vol d'oiseau, est de 11,3 °C et le cumul annuel moyen de précipitations est de 652,2 mm. 
La température maximale relevée sur cette station est de 38 °C, atteinte le 7 août 2015 ; la température minimale est de −14,9 °C, atteinte le 20 décembre 2009,,.
Les paramètres climatiques de la commune ont été estimés pour le milieu du siècle (2041-2070) selon différents scénarios d'émission de gaz à effet de serre à partir des nouvelles projections climatiques de référence DRIAS-2020. Ils sont consultables sur un site dédié publié par Météo-France en novembre 2022.

## Urbanisme

### Typologie
Au 1er janvier 2024, Herrlisheim est catégorisée petite ville, selon la nouvelle grille communale de densité à sept niveaux définie par l'Insee en 2022.
Elle appartient à l'unité urbaine de Herrlisheim, une unité urbaine monocommunale constituant une ville isolée,. Par ailleurs la commune fait partie de l'aire d'attraction de Strasbourg (partie française), dont elle est une commune de la couronne,. Cette aire, qui regroupe 268 communes, est catégorisée dans les aires de 700 000 habitants ou plus (hors Paris),.

### Occupation des sols
L'occupation des sols de la commune, telle qu'elle ressort de la base de données européenne d’occupation biophysique des sols Corine Land Cover (CLC), est marquée par l'importance des territoires agricoles (68,9 % en 2018), en diminution par rapport à 1990 (71,4 %). La répartition détaillée en 2018 est la suivante : 
terres arables (57,7 %), zones urbanisées (14,2 %), zones agricoles hétérogènes (11,2 %), mines, décharges et chantiers (7 %), milieux à végétation arbustive et/ou herbacée (6,4 %), forêts (3,4 %). L'évolution de l’occupation des sols de la commune et de ses infrastructures peut être observée sur les différentes représentations cartographiques du territoire : la carte de Cassini (XVIIIe siècle), la carte d'état-major (1820-1866) et les cartes ou photos aériennes de l'IGN pour la période actuelle (1950 à aujourd'hui).

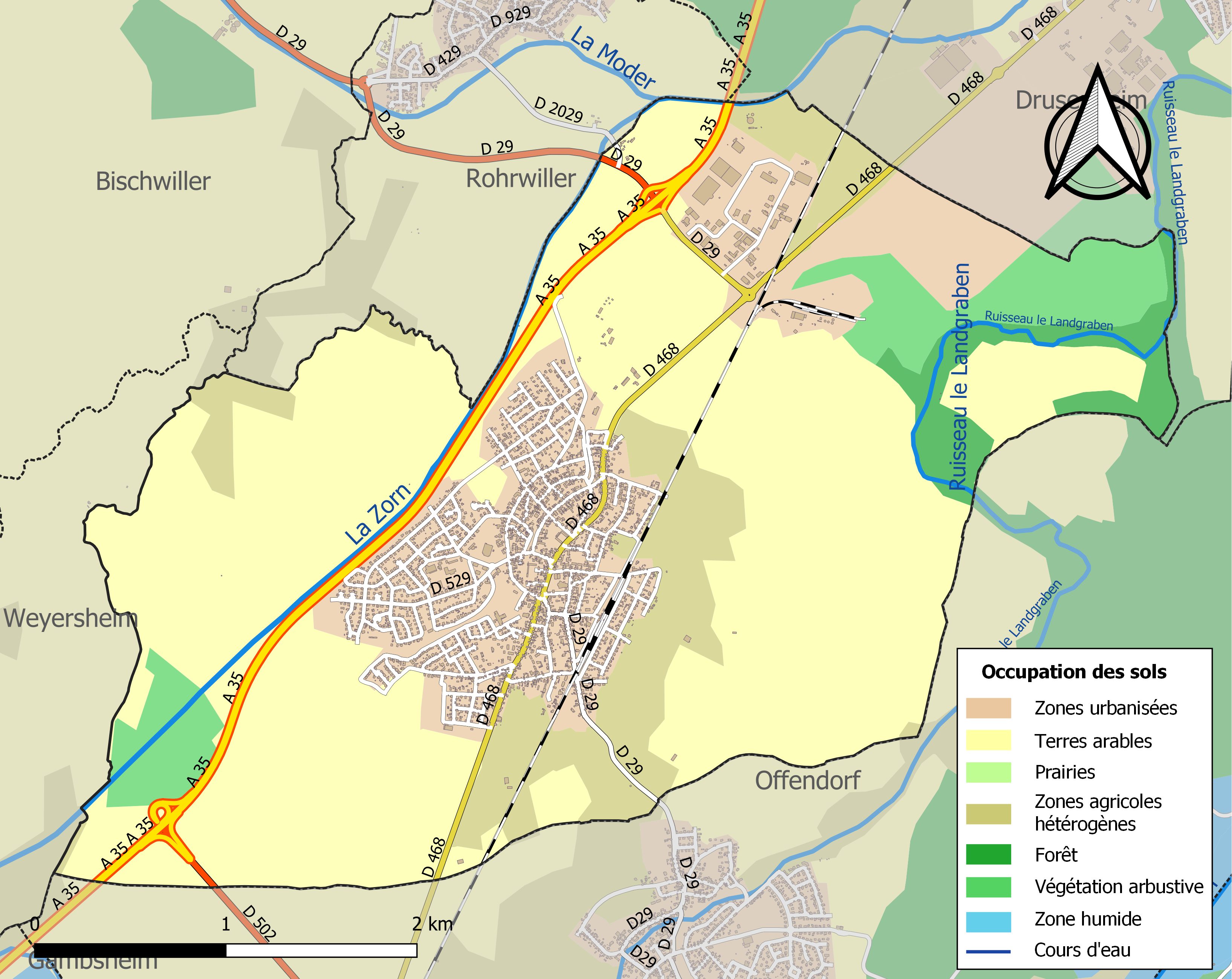
Carte des infrastructures et de l'occupation des sols de la commune en 2018 (CLC).

### Voies de communications et transports

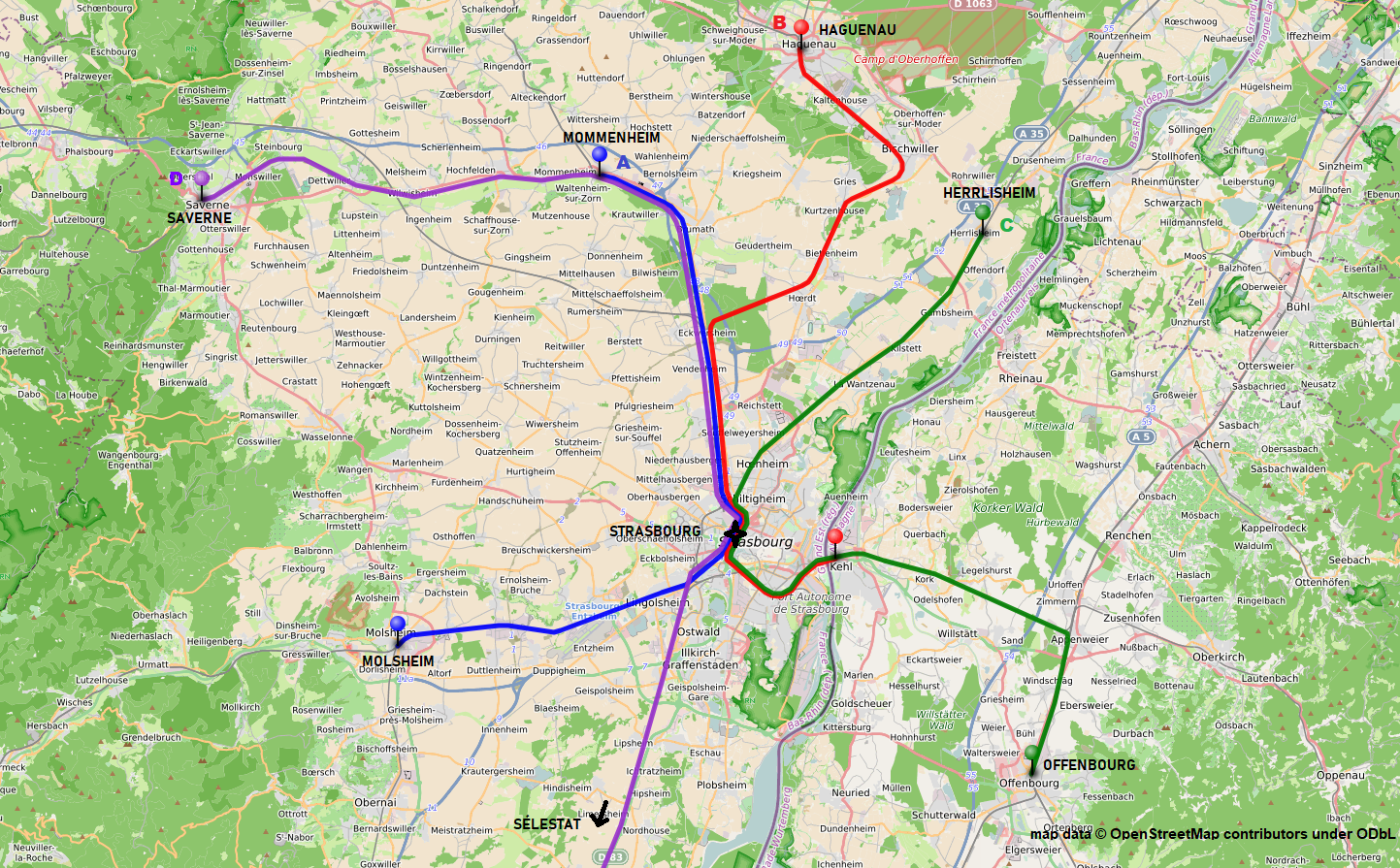
Réseau express métropolitain (REM), d'après l'association ASTUS.

### Intercommunalité
Commune membre de la Communauté de communes du Pays Rhénan.

#### Voies routières
La commune est traversée par la route départementale 468 qui relie Strasbourg à Lauterbourg, elle est également bordée par l'autoroute A35.

#### Transports en commun

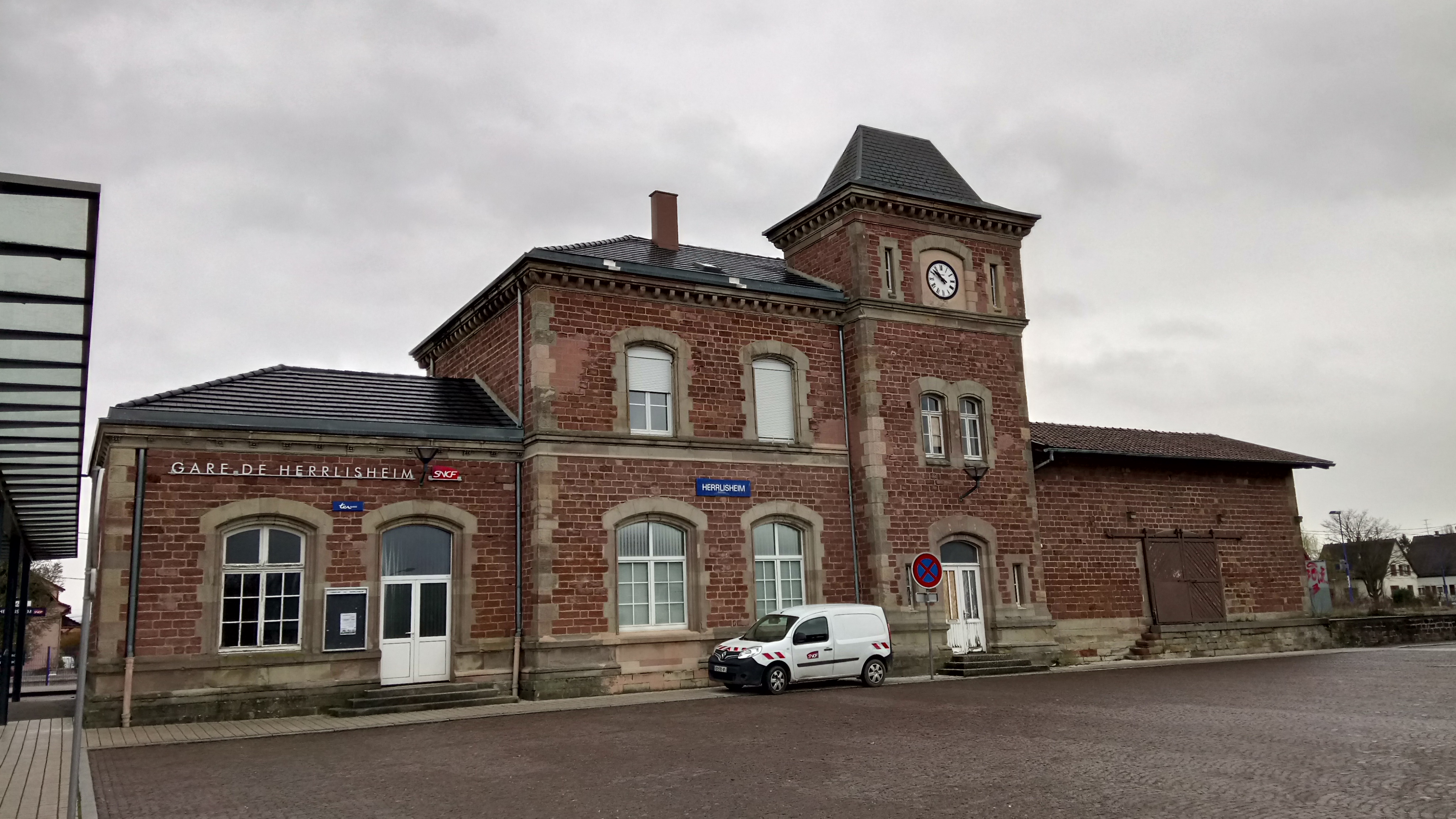
Gare de herrlisheim.

- Fluo Grand Est.

#### Lignes SNCF
La gare de Herrlisheim est desservie par des TER de la ligne Strasbourg-Lauterbourg, avec possibilité de poursuivre le trajet vers Wörth am Rhein.

## Histoire

### Toponymie
- Hariolfesvilla 743 ;
- Hariolseshaim, 775.

### Première mention
On trouve pour la première fois la mention du nom de Herrlisheim dans un acte de donation signé en 743 en faveur du couvent de Wissembourg. Le bourg est désigné à cette époque sous le nom de Hariolfesvilla (la ferme de Hariold). Ce sont les landgraves de la Basse-Alsace, les comtes d'Oetingen qui administrent le bourg en 1251. En 1332, le bourg passe aux Lichtenberg. Par la suite, d'autres seigneurs se rendent propriétaires du lieu : d'abord le seigneur de Deux-Ponts en 1480, puis le village est intégré au comté de Hanau-Lichtenberg à partir de 1570. Jusqu'à la Révolution, le bourg est propriété des Hesse-Darmstadt. Herrlisheim est alors rattachée au bailliage d'Offendorf.

### Seconde Guerre mondiale
La présence de juifs à Herrlisheim est attestée depuis 1349 puis ils ont été recensés en 1752. 
La localité a subi de nombreuses destructions au cours de la libération de la région en février 1945. En 2004, pour l'anniversaire d'Adolf Hitler, des slogans nazis apparaissent sur 127 tombes juives de la ville,.
Des habitants ont été admis parmi les 4281 Justes parmi les nations de France pour avoir sauvé des personnes juives persécutées par le régime nazi et le gouvernement de Vichy : * Pierre Josserand; * Marie Josserand Avettand-Fenoel.

50e anniversaire du mémorial de la Seconde Guerre mondiale, Herrlisheim, France
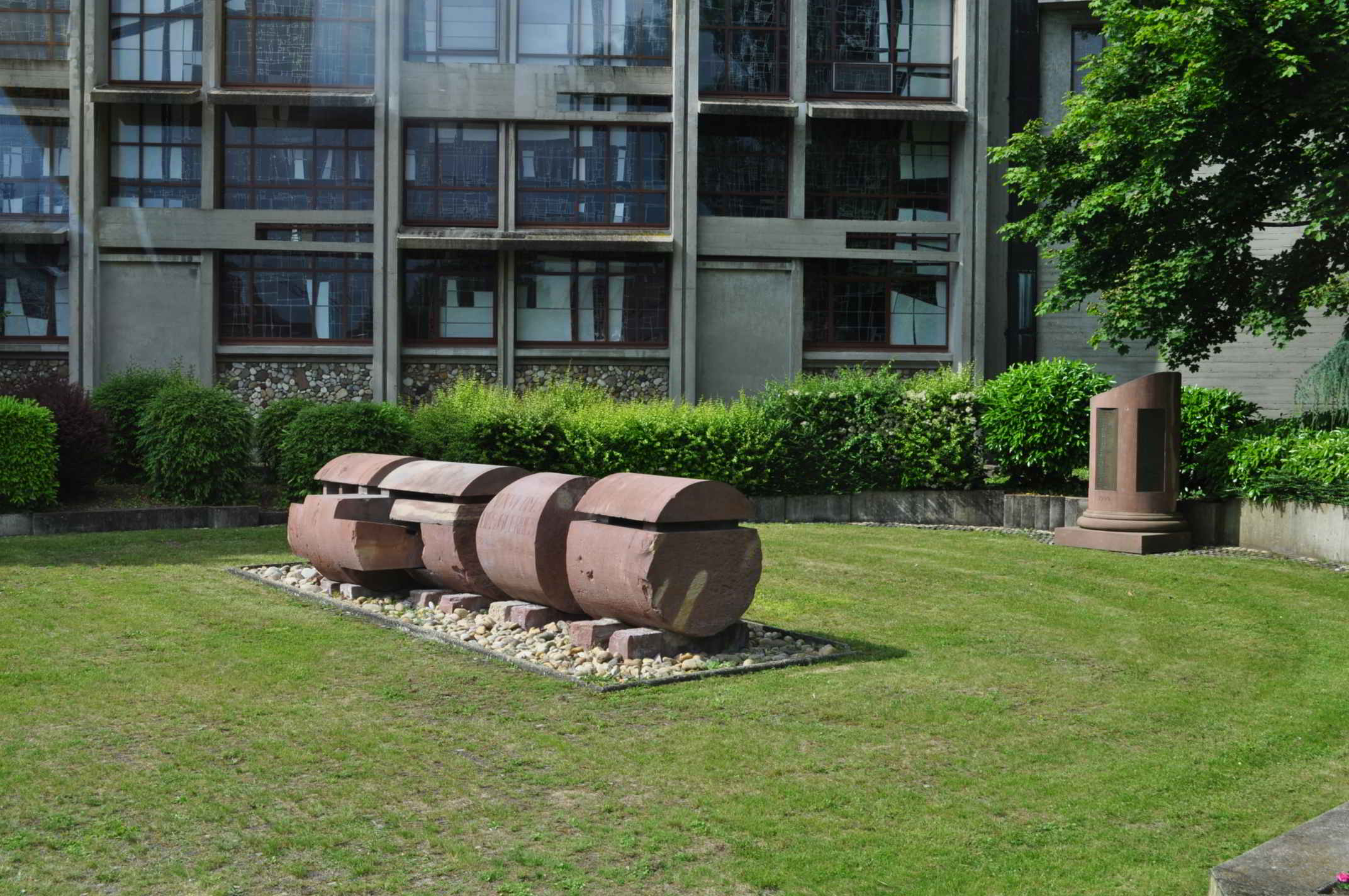
50e anniversaire du mémorial de la Seconde Guerre mondiale, Herrlisheim.
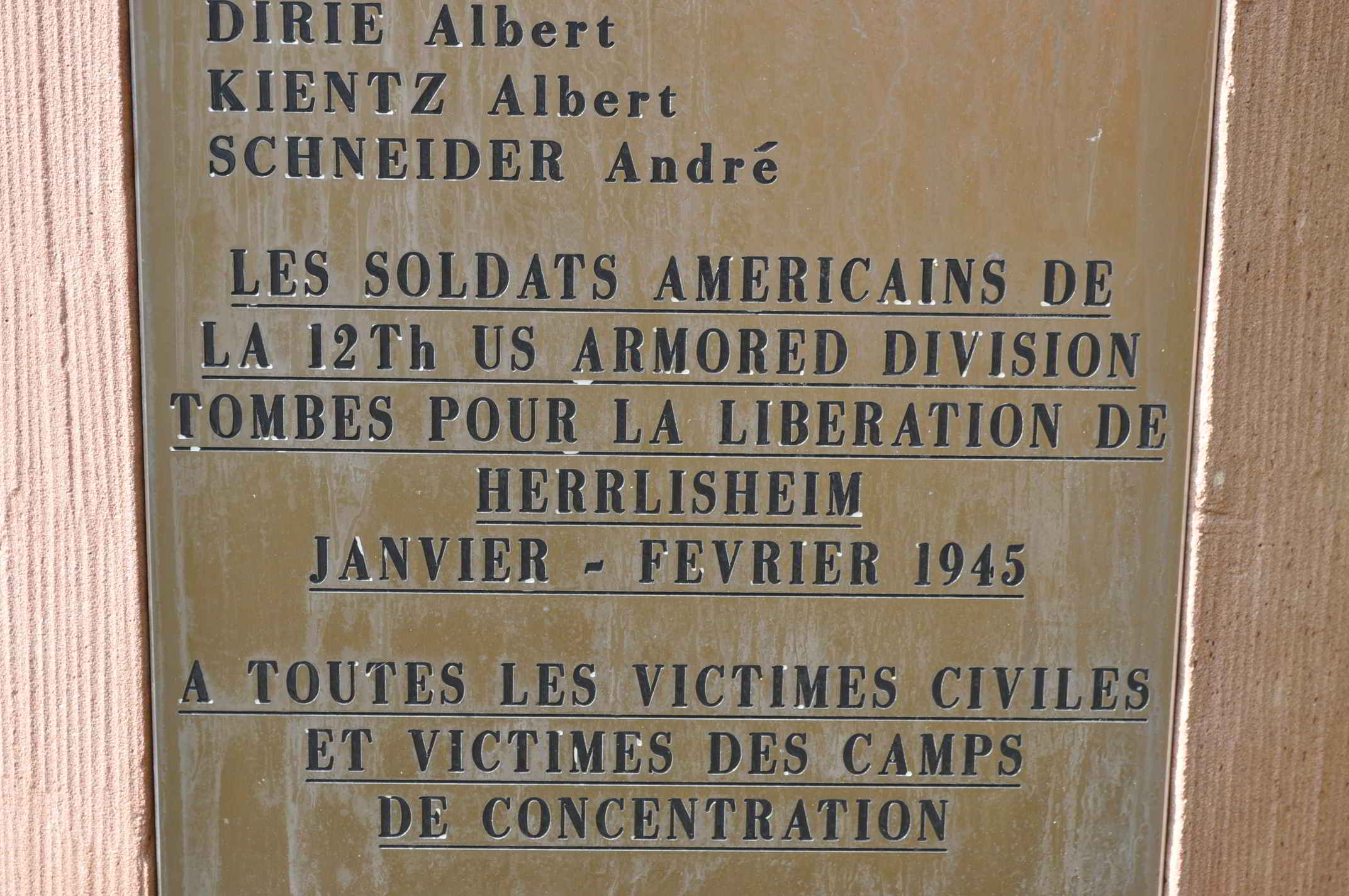
Plaque commémorative des victimes de la guerre.
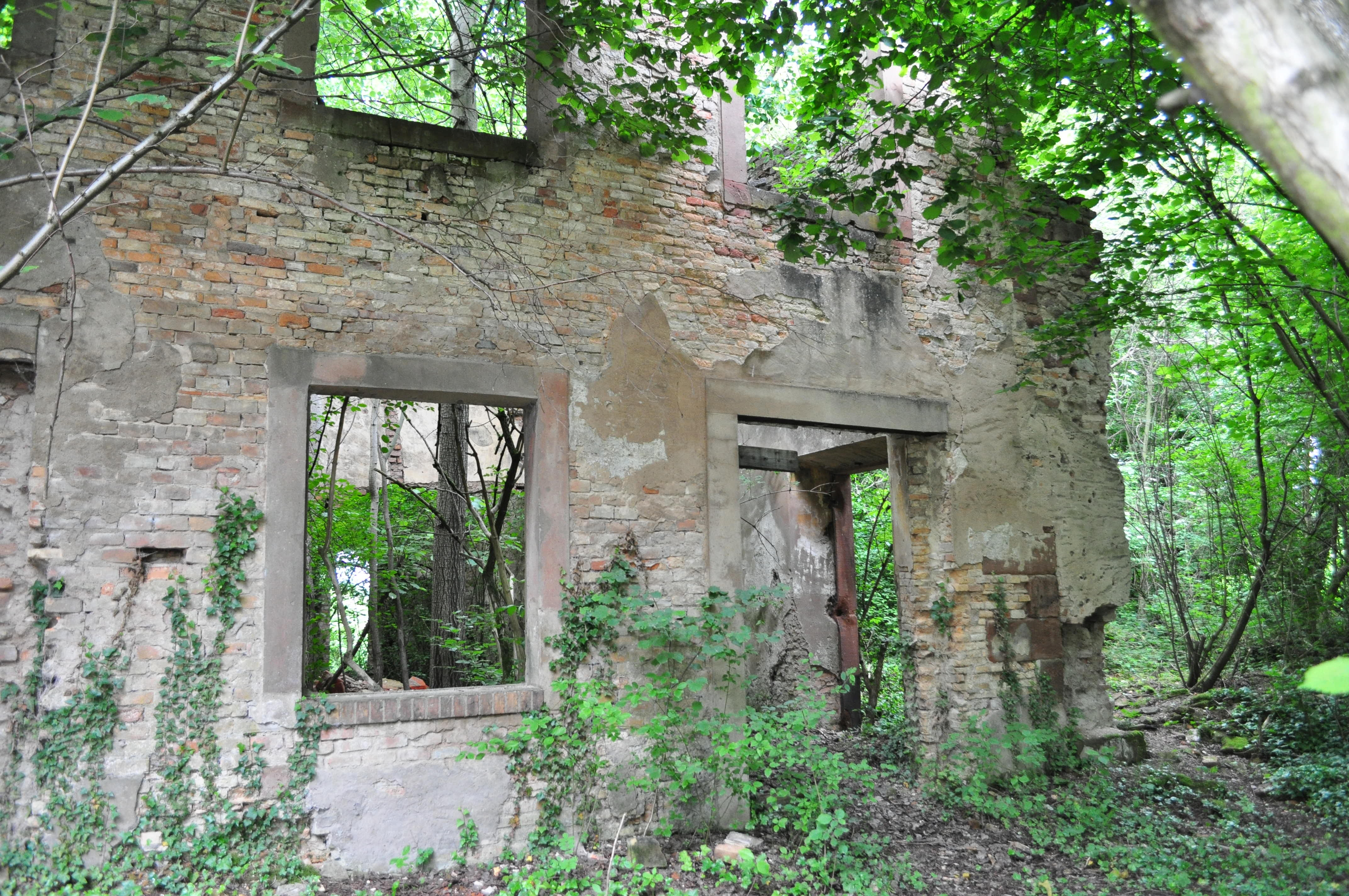
La Breymuhl au pont sur la rivière Zorn, Herrlisheim[26].

### La raffinerie
De 1963 à 1984, la raffinerie de Strasbourg implantée sur le ban de la commune permet un développement rapide du bourg avec une augmentation sensible de la population.

### Héraldique
| Blason de Herrlisheim | Blason  | Écartelé : au premier d'azur aux trois chevrons d'or, au deuxième de gueules au fer de lance d'argent, au troisième d'argent au lion contourné de gueules, au quatrième d'azur au poisson d'argent posé en barre. |
| Blason de Herrlisheim | Détails | Les figures du blason : - Chevron d'or - comté de Hanau ; - Le lion - comté de Lichtenberg ; - Le fer de lance - communauté de Gambsheim ; - Le poisson - prévôté d'Offendorf.                                    |

## Politique et administration

### Liste des maires
| Période                                  | Période                   | Identité                    | Étiquette            | Qualité |
| ---------------------------------------- | ------------------------- | --------------------------- | -------------------- | --- |
| Les données manquantes sont à compléter. |                           |                             |                      | |
| novembre 1947                            | mars 1971                 | Michel Kistler, (1897-1976) | MRP puis CD puis CDP | Administrateur de sociétés, maire honoraire (1971) Sénateur du Bas-Rhin (1959 → 1976) Conseiller général de Bischwiller (1951 → 1964) Vice-président du conseil général (1951 → ?)    |
| ca. 1977                                 |                           | Robert Gless (1926-2022)    | DVD                  | Avocat |
| janvier 1979,                            | mai 2020                  | Louis Becker (1947- )       | UDF puis UMP-LR      | Professeur d'éducation physique retraité Conseiller général de Bischwiller (1992 → 2015) Vice-président du conseil général (? → 2015) Président de la CC du Pays Rhénan (2014 → 2020) |
| mai 2020                                 | En cours (au 26 mai 2020) | Serge Schaeffer, (1963- )   | DVD                  | Cadre SNCF 6e vice-président de la CC du Pays Rhénan (2020 → ) |

### Conseil municipal des jeunes
Le Conseil municipal des jeunes (CMJ), qui a un rôle consultatif pour la période 2023-2025, est composé de 12 jeunes.

### Budget et fiscalité 2022

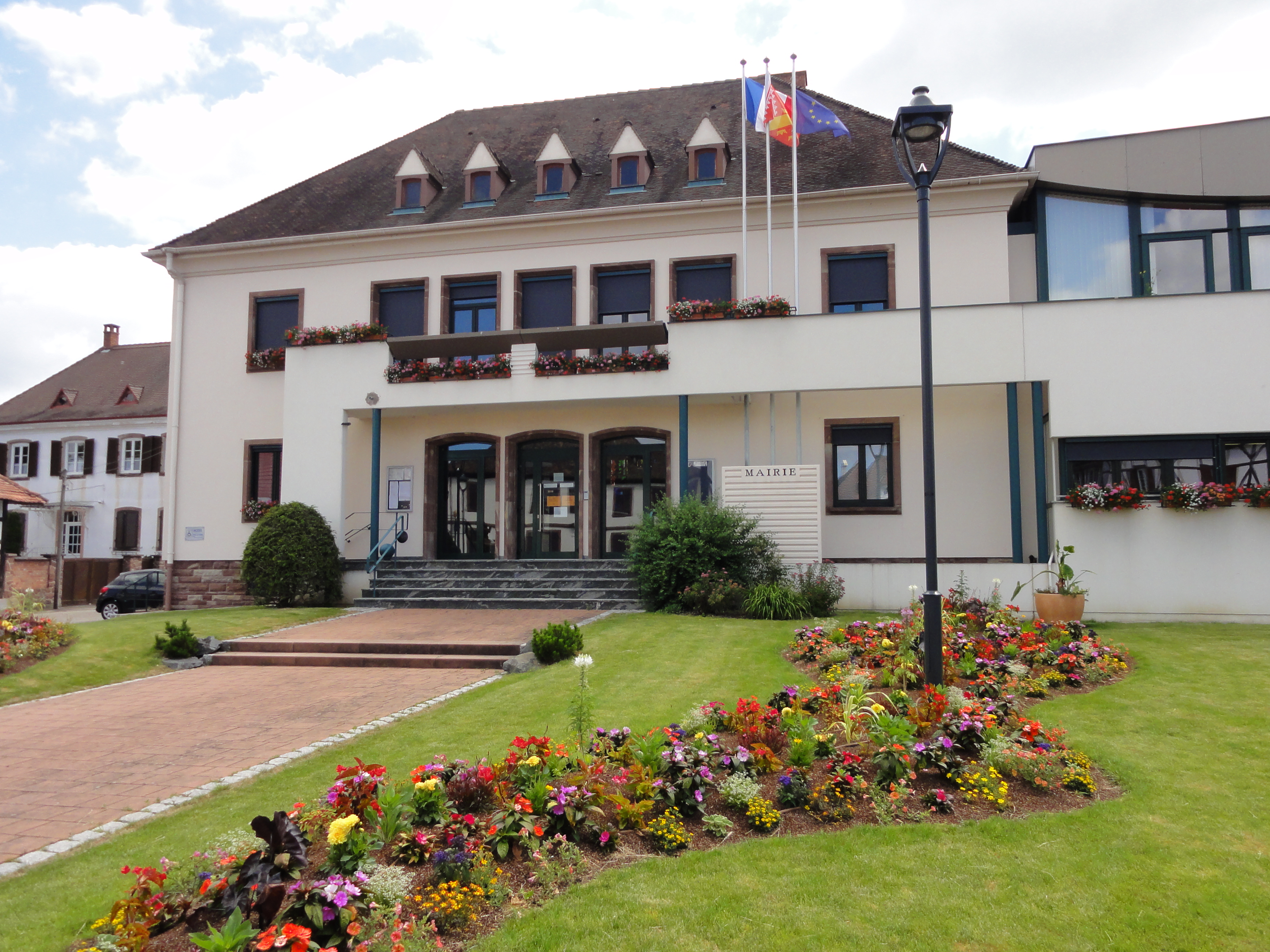
La mairie.

En 2022, le budget de la commune était constitué ainsi :
- total des produits de fonctionnement : 4 102 000 €, soit 854 € par habitant ;
- total des charges de fonctionnement : 3 312 000 €, soit 689 € par habitant ;
- total des ressources d'investissement : 2 473 000 €, soit 515 € par habitant ;
- total des emplois d'investissement : 1 680 000 €, soit 350 € par habitant ;
- endettement : 3 039 000 €, soit 633 € par habitant.

Avec les taux de fiscalité suivants :
- taxe d'habitation : 10,37 % ;
- taxe foncière sur les propriétés bâties : 26,84 % ;
- taxe foncière sur les propriétés non bâties : 53,27 % ;
- taxe additionnelle à la taxe foncière sur les propriétés non bâties : 0,00 % ;
- cotisation foncière des entreprises : 0,00 %.

Chiffres clés Revenus et pauvreté des ménages en 2021 : médiane en 2021 du revenu disponible, par unité de consommation : 26 270 €.

## Économie

### Entreprises et commerces

#### Agriculture
- Culture de céréales, de légumineuses et de graines oléagineuses.
- Élevage d'autres animaux.
- Culture de fruits à pépins et à noyau.

#### Tourisme
- Plusieurs restaurants dans la commune.
- Foodtrucks
- Hôtel/restaurant avec 1 étoile au guide Michelin à Drusenheim.
- Camping à Roeschwoog.
- Gîtes de France à Oberhoffen-sur-Moder.

#### Commerces
- Commerces et services de proximité.
- Supermarché
- Station service
- Boulangerie
- Auto-école
- Opticien
- Salons de coiffure
- Centre de minceur
- Marché hebdomadaire

## Population et société

### Démographie

#### Pyramide des âges
L'évolution du nombre d'habitants est connue à travers les recensements de la population effectués dans la commune depuis 1793. Pour les communes de moins de 10 000 habitants, une enquête de recensement portant sur toute la population est réalisée tous les cinq ans, les populations de référence des années intermédiaires étant quant à elles estimées par interpolation ou extrapolation. Pour la commune, le premier recensement exhaustif entrant dans le cadre du nouveau dispositif a été réalisé en 2005.

En 2022, la commune comptait 4 701 habitants, en évolution de −3,35 % par rapport à 2016 (Bas-Rhin : +3,17 %, France hors Mayotte : +2,11 %).
| 1793  | 1800  | 1806  | 1821  | 1831  | 1836  | 1841  | 1846  | 1851  |
| ----- | ----- | ----- | ----- | ----- | ----- | ----- | ----- | ----- |
| 1 578 | 1 221 | 1 515 | 1 813 | 2 122 | 2 111 | 2 105 | 2 301 | 2 201 |

| 1856  | 1861  | 1866  | 1871  | 1875  | 1880  | 1885  | 1890  | 1895  |
| ----- | ----- | ----- | ----- | ----- | ----- | ----- | ----- | ----- |
| 2 044 | 2 091 | 2 151 | 2 118 | 1 993 | 1 961 | 2 065 | 1 979 | 1 954 |

| 1900  | 1905  | 1910  | 1921  | 1926  | 1931  | 1936  | 1946  | 1954  |
| ----- | ----- | ----- | ----- | ----- | ----- | ----- | ----- | ----- |
| 2 036 | 2 166 | 2 227 | 2 108 | 2 212 | 2 215 | 2 255 | 2 020 | 2 205 |

| 1962  | 1968  | 1975  | 1982  | 1990  | 1999  | 2005  | 2006  | 2010  |
| ----- | ----- | ----- | ----- | ----- | ----- | ----- | ----- | ----- |
| 2 461 | 3 108 | 3 780 | 3 941 | 3 877 | 4 198 | 4 438 | 4 509 | 4 757 |

| 2015  | 2020  | 2022  | - | - | - | - | - | - |
| ----- | ----- | ----- | - | - | - | - | - | - |
| 4 840 | 4 666 | 4 701 | - | - | - | - | - | - |

## Enseignement
Établissements d'enseignements : 
- Herrlisheim dispose de :

2 écoles maternelles publiques ( Le petit pont & le pré fleuri), 
de 2 écoles élémentaires publiques (Jacques Prévert & les Hirondelles),
et d'un collège, nommé depuis le 1er juin 2018 collège Simone-Veil.
- Lycées à Bischwiller.

### Santé
Professionnels et établissements de santé :
- Médecins généralistes à Herrlisheim, Drusenheim, Offendorf et Gambsheim.
- Dentistes à Herrlisheim,Drusenheim,Gambsheim et Bischwiller.
- Ostéopathes à Herrlisheim, Drusenheim et Gambsheim,
- Psychologue à Herrlisheim
- Orthophonistes à Herrlisheim
- Pharmacies  à Herrlisheim, Drusenheim, Offendorf et Gambsheim.
- Hôpitaux à Bischwiller, Haguenau.
- Laboratoire d'analyse médical
- Maison de retraite "Le clos fleuri" dépendant du Centre hospitalier de Bischwiller.
- Centre de radiologie à Bischwiller et aux cliniques St Odile, St François, Centre Hospitalier à Haguenau.

### Cultes
- Culte catholique, Communauté de paroisses Jean XXIII Herrlisheim-Offendorf[46], Diocèse de Strasbourg.

### Associations
Liste non limitative d'associations locales : 
- A.S.C.C. St Arbogast regroupant les sections ci-dessous:

Gymnastique 
- Ping-Pong 
- Marche
- Harmonie St Arbogast 
- Théâtre 
- Club & école de Football

- F.C. HERRLISHEIM 
- Club & école de Handball

- H.B.C Rhénan 
- Club & école de Tennis

- T.C. HERRLISHEIM 
- Club de Judo
- Club de Karaté

## Lieux et monuments

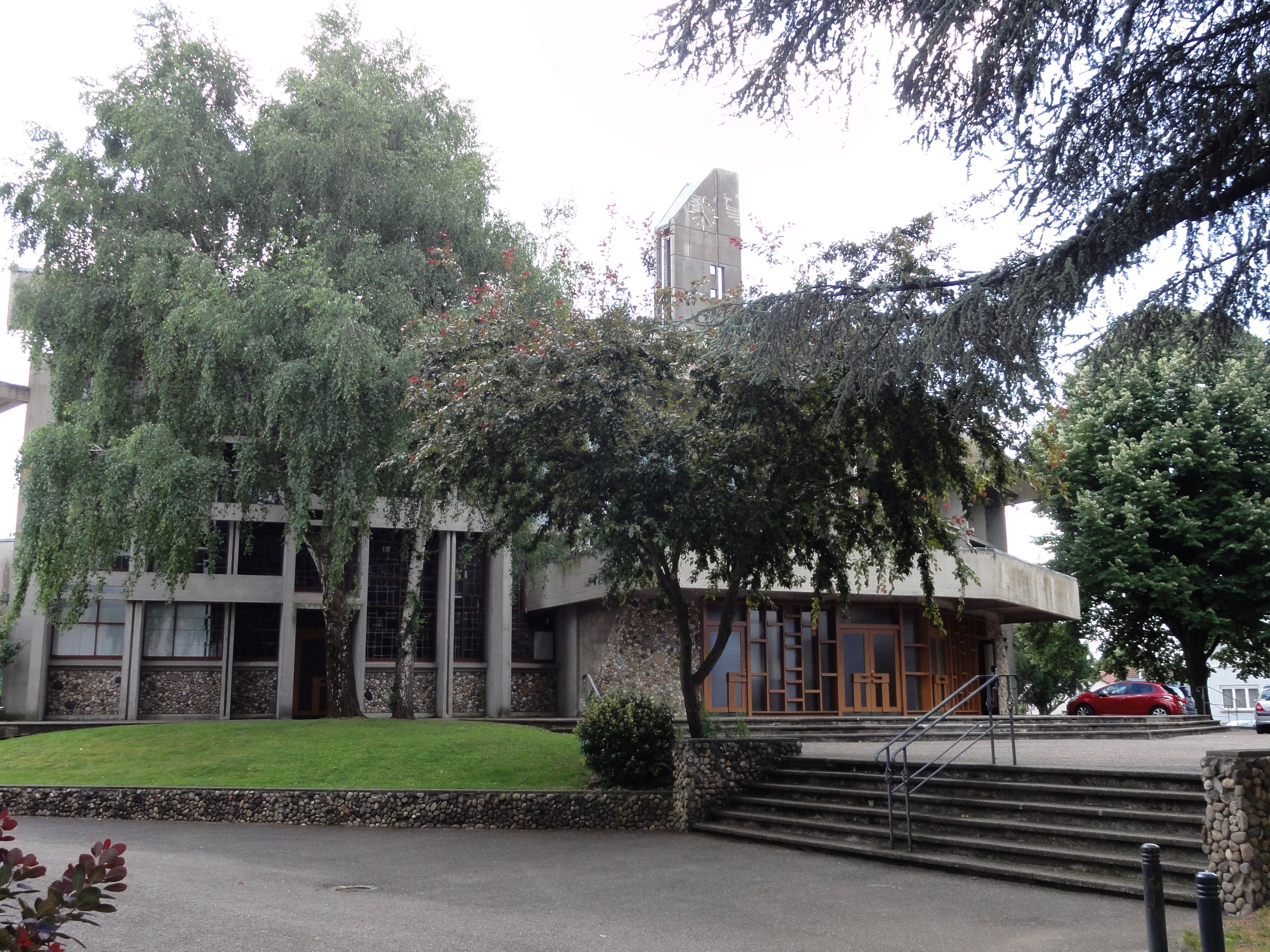
Église Saint-Arbogast.
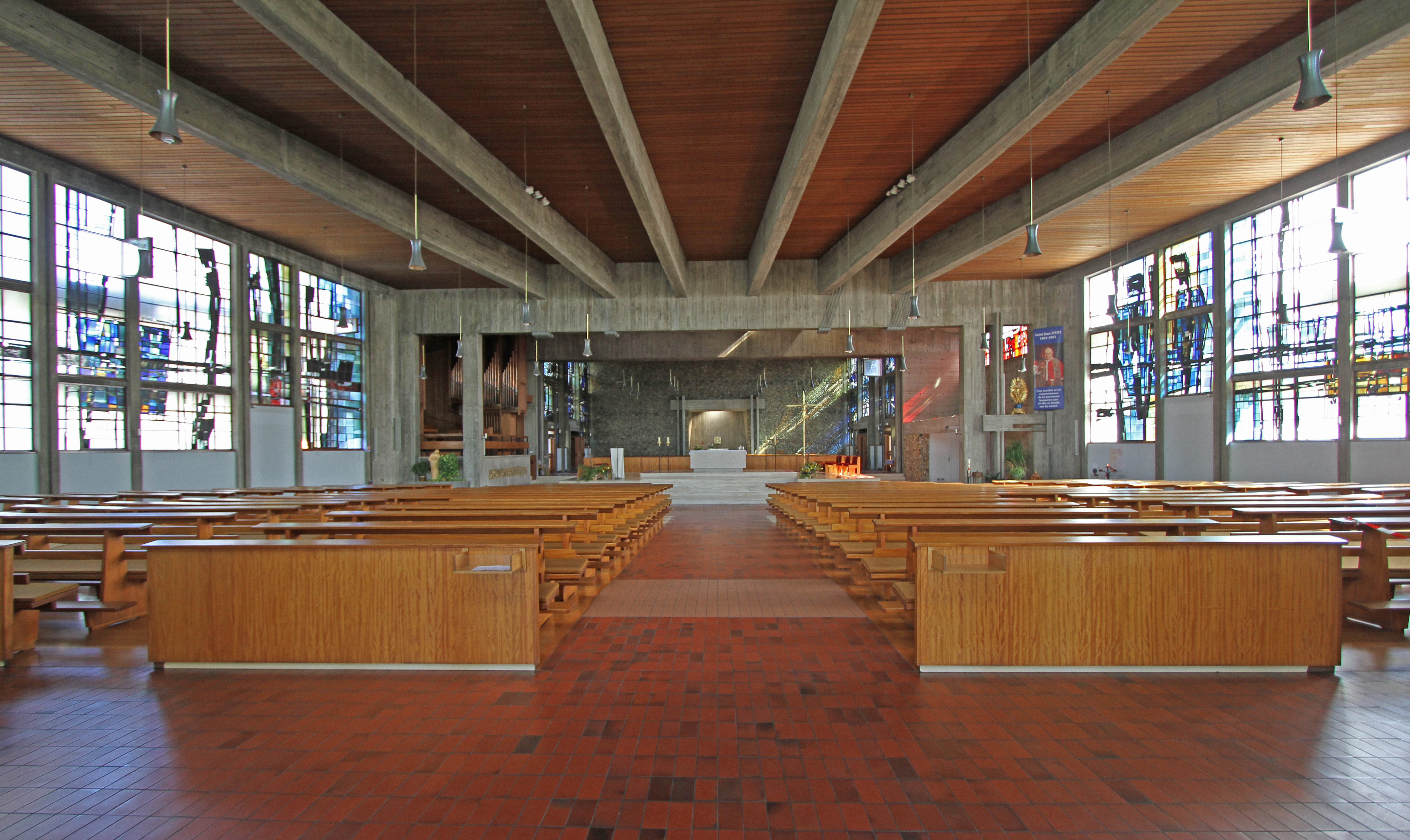
Intérieur de l'église.
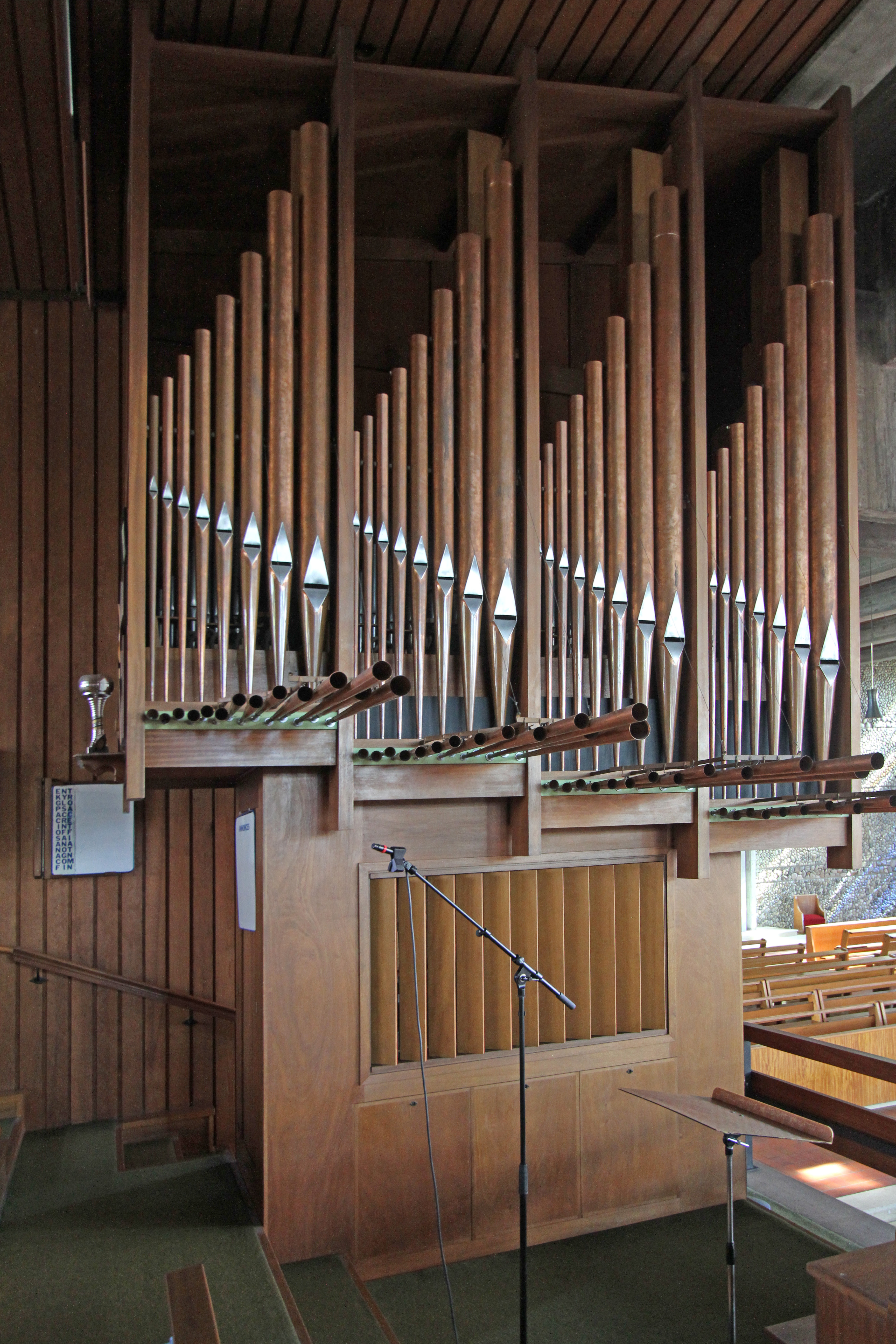
Orgue de l'église.
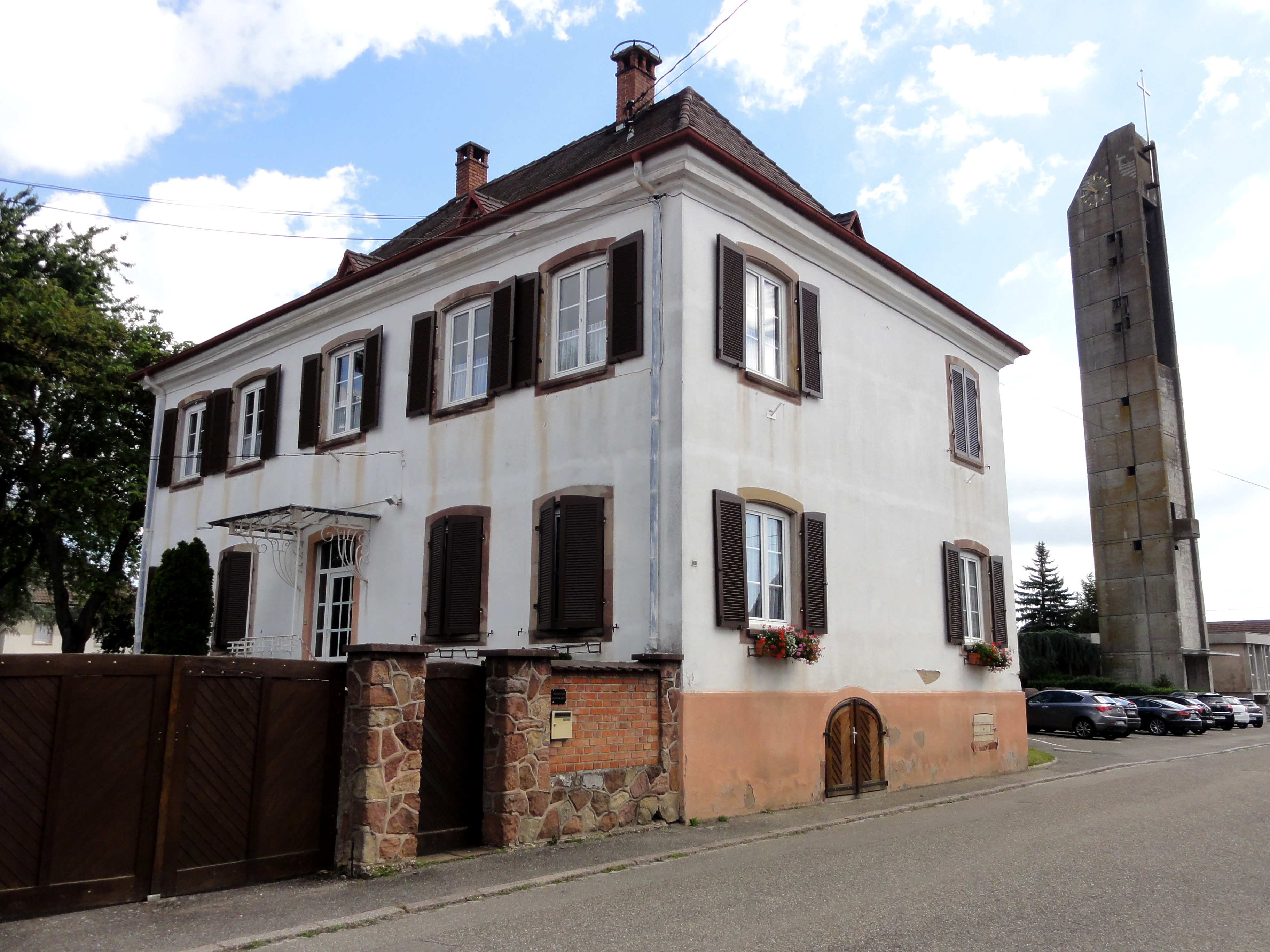
Presbytère (XVIIIe-XIXe), 1 rue de Châteauneuf-la-Forêt.
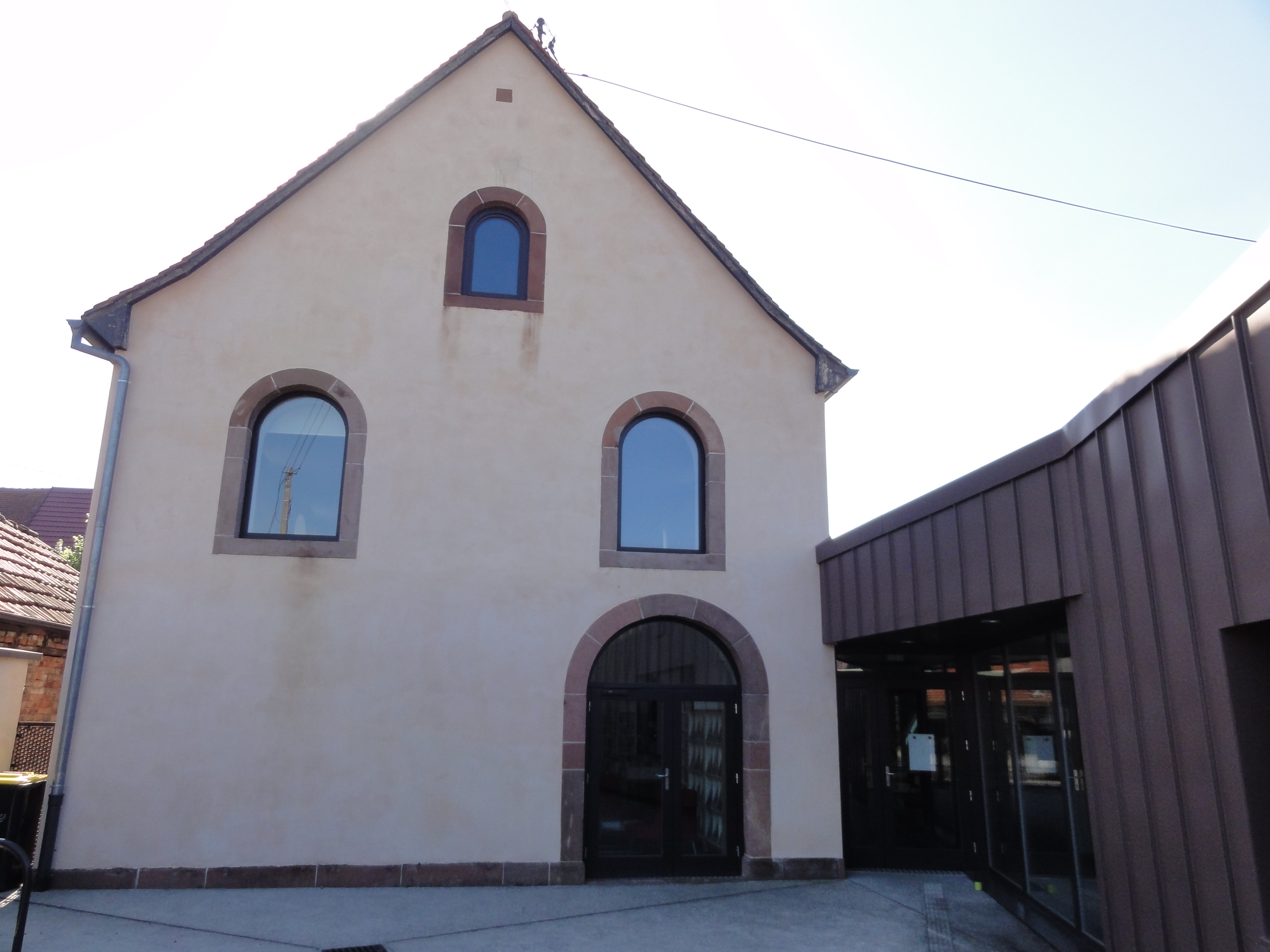
L'ancienne Synagogue et actuellement  bibliothèque municipale 6 rue de Limoges.
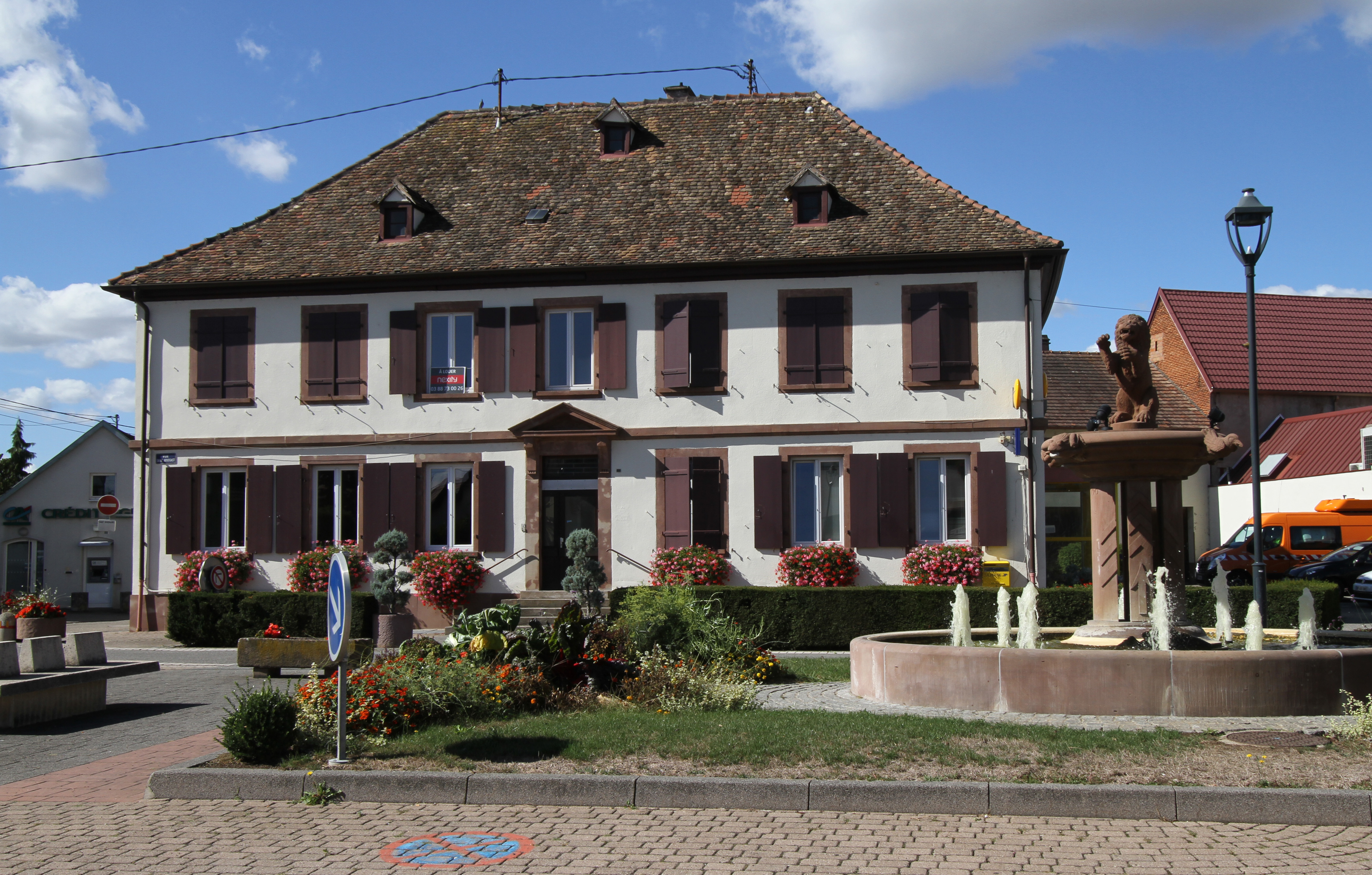
Ancienne mairie-école (1825), 1 rue Saint-Arbogast[48].
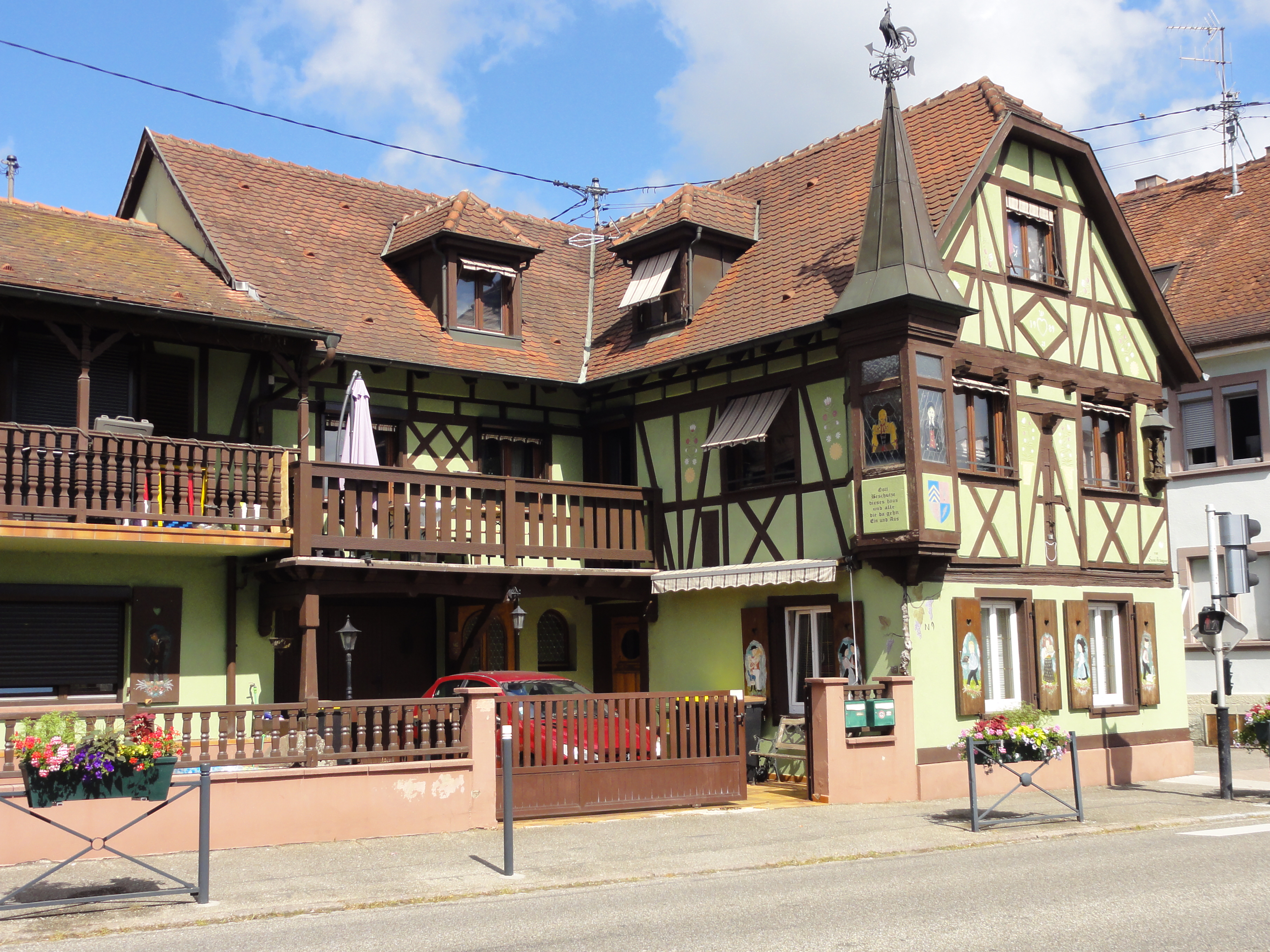
Maison d'artisan (1778), 9 rue Saint-Arbogast.

De nombreux bâtiments anciens ont été recensés par le service régional de l'Inventaire général du patrimoine culturel. Parmi eux on peut noter :
Patrimoine religieux :
- l'église paroissiale Saint-Arbogast[50], qui a été successivement reconstruite en 1338, 1483 et entre 1785 et 1789. Détruite une fois encore en 1945[51],[52], elle a été une nouvelle fois rebâtie entre 1965 et 1968[53],[54],[55] puis consacrée en 1970. Sa façade, jadis classée monument historique, a été déclassée par arrêté du 5 octobre 1962[56],[57]. La nouvelle construction a bénéficié du label "Architecture contemporaine remarquable",

Orgue de 1971,,
Le mobilier de l'église paroissiale,
Vitraux de Gérard Lardeur.
- Presbytère[61].
- L'ancienne synagogue, actuelle bibliothèque municipale, qui date de 1850 à en croire la mention figurant dans le pignon[62],[63].
- Cimetière de juifs[64].
- Cimetière[65].
- Calvaire édicule : calvaire, sainte Madeleine, Sainte Face[66].
- Monument aux morts[67].

Autres patrimoines :
- la gare de Herrlisheim, un édifice tout en grès qui date de la fin du XIXe siècle[68].
- Patrimoine architectural rural :

Fermes,,,,,,,,,,,,,,,,,,,,,,,,,,,,,,,,.
Grange.
Maisons,,,,,,,,.

## Personnalités liées à la commune
- Gunter Demnig, artiste allemand[112].